# Følelse (emotion)
 For alternative betydninger, se følelse. (Se også artikler, som begynder med følelse)
Følelser (emotioner) omhandler oplevede affektive tilstande som vrede og frygt. Det psykologiske begreb "emotion" er ofte brugt til at adskille dem fra følesansen. Følelser er komplekse og kan ifølge nogle teorier føre til psykologiske og fysiologiske forandringer, der påvirker personers adfærd. Det relaterer sig til en intens mental aktivitet, ofte med en høj grad af glæde eller sorg involveret. Den videnskabelige diskurs har imidlertid ikke kunnet skabe konsensus om en entydig definition. Følelser er ofte associeret med begreber som humør, temperament, personlighed, disposition og motivation. I nogle teorier er erkendelse et væsentligt aspekt af emotion.

## Følelse som emotion
De grundlæggende emotioner er glæde, velbefindende, afsky, frygt, overraskelse, sorg og vrede. I løbet af evolutionen er de grundlæggende emotioner suppleret med mere komplekse emotioner som kærlighed, skyld, skam, anger, jalousi, flovhed, hengivenhed, ømhed, empati osv. En del af komplekse emotioner kan ses som underkategorier af de grundlæggende emotioner. Fx kan glæde deles op i fryd, morskab, ekstase, lyksalighed og stolthed . Den enkeltes følelser er som regel så komplekse, at de ikke kan reduceres til de begrebslige kategorier eller en præcis sammensætning af disse. De kan være latente i personligheden, men pludselig udtrykke sig, når stemningsbilleder giver dem manifest karakter. Varigheden af dem kan være kortvarige og indeholde verbale eller adfærdsmæssige mekanismer. Psykoterapeuten Michael C. Graham beskriver følelser som et kontinuum af intensitet.

## Valens og "arousal"
Nogle videnskaber vurderer de forskellige emotioner i forhold til to akser: valens og "arousal" ("ophidselse"). Valens angiver i denne sammenhæng om emotionen er positiv eller negativ - eksempler kunne være henholdsvis glæde og sorg. "Arousal"-aksen angiver intensiteten af emotionen.
Plutchiks emotional wheel og Geneva Emotion Wheel eksempler på, hvordan følelser kan beskrives i styrke. Det er begge teorier om grundemotioner. Hvor grundemotioner er de følelser, som hyppigt forekommer og kontrollerer andre mindre følelser.

## Følelse og fornuft
I rationelle videnskabelige modeller antages det, at der kan etableres en "højere fornuft", som bygger på observationer og data og "overvinder" følelserne som grundlag for handling. Denne indfaldsvinkel tilsidesætter eller undervurderer problemløsning baseret på erkendelse eller oplevelse,. En mulig løsning på dette dilemma er at erkende, at enhver handling er baseret på fortolkninger, der inddrager følelser, hvilket blandt andet betyder, at valget mellem alternativer i en beslutningsproces inddrager følelser som begejstring eller afsky.
Følelser opleves ofte som observationer af virkeligheden, mens de egentlig er individets vurdering af situationen. Det kan derfor være en fejlvurdering.

## Følelser som evolutionært skabte processer
Neuronvidenskabsfolk og evolutionære psykologer går ud fra, at emotioner er skabt af evolution til at motivere organismer til at løse problemer i deres naturlige omgivelser. Så væmmelse vil dermed ikke blot være en unspecific emotion, som kan betyde alt, men være udviklet til at f.eks. at få organismen til at væmmes ved ting, som kan gøre en syg. En følelse vil så aktivere de instinkter i organismen, som bedst egner sig til at løse problemet.
Nedenunder er en videreudvikling af Panksepps model om emotioner.
|                    | Kategori                               | Primært følelsesmæssigt system | Fungerer med: | Funktioner                                                                            |
| ------------------ | -------------------------------------- | ------------------------------ | ------------- | ------------------------------------------------------------------------------------- |
| INDIVIDUELLE BEHOV | Grundlæggende funktion                 | E1: SEEKING system             | E2-9          | Situationsevaluering, incitament fokus, indlæring                                     |
| INDIVIDUELLE BEHOV | Grundlæggende overlevelse              | E2: DISGUST system             |               | Undgå skadelige fødevarer, stoffer, miljøer                                           |
| INDIVIDUELLE BEHOV | Grundlæggende overlevelse              | E3: RAGE system                | E4, E9        | Forsvar: beskyttelse af organisme                                                     |
| INDIVIDUELLE BEHOV | Grundlæggende overlevelse              | E4: FEAR system                | E3, E9        | Forsvar: flygt, begrænsning af vævsskader                                             |
| SOCIALE BEHOV      | Reproduktion                           | E5: LUST system                | E6, E7        | Sikring af formering                                                                  |
| SOCIALE BEHOV      | Gruppens samhørighed                   | E6: PANIC/attachment           | E5, E7        | Beskyttelse af sårbare personer                                                       |
| SOCIALE BEHOV      | Gruppens samhørighed                   | E7: CARE system                | E5, E6        | Omsorg for andre, især afkom                                                          |
| SOCIALE BEHOV      | Gruppens samhørighed                   | E8: PLAY system                | E6, E7        | Udvikling af grundlæggende adaptive og sociale færdigheder, kreativitet               |
| SOCIALE BEHOV      | Gruppefunktion: regulering af konflikt | E9: POWER/dominance system     | E3, E4, E5    | Begrænsning af aggression i sociale grupper: allokering af ressourcer, især seksuelle |

## Følelsernes historie
Platon anså modsætningerne mellem fornuft og følelser som en grundlæggende konflikt i menneskets sind - ofte beskrevet med en metafor om fornuften som "herre" og følelserne som "slave". Aristoteles havde derimod en naturalistisk forståelse af følelser, og beskrev dem som meningsfyldte fænomener knyttet til visse sansefornemmelser, sammenhænge og forestillinger. Følelser kan ifølge Aristoteles være fornuftige nok, hvis de bedømmer verden på en korrekt eller retfærdig måde. I Retorikken analyserer han, hvordan ulige følelser virker i menneskelig samhandling ved at være drivkraften, når mennesker skifter mening eller tager afgørelser. En klog forvaltning af følelserne er nært forbundet med betingelser og muligheder for lykke (eudaimonia). I Den nikomakiske etik diskuterer Aristoteles, hvordan mennesket kan dyrke kloge handlingsmønstre og bringe sit følelsesliv under kontrol. "Den gyldne middelvej" er i denne sammenhæng at balancere erfaringernes yderpunkter på fornuftigt vis, til en praktisk visdom (fronesis). Fravær af frygt kan - i form af dumdristighed - være ligeså destruktivt som for stærk frygt; ligesom det er vigtigt at udtrykke sin vrede overfor den rigtige person, på det rigtige tidspunkt og sted. Aristoteles' forståelse af følelsernes rolle i vore liv foregriber flere moderne teorier om emotioner i psykoterapi. Indenfor stoicismen var synet på følelser mere kritisk. Græske og romerske filosoffer mente, at følelser er i konflikt med fornuften, og Cicero, Seneca og Marcus Aurelius fremhævede alle faren ved at tabe kontrol over sit følelsesliv. Epiktet, som var frigiven slave, vidste af erfaring, at store dele af vores tilværelse ligger uden for vores kontrol - selv kan vi kun kontrollere vores holdning til det, vi udsættes for. Epiktet mente, at det ikke er hændelsen i sig selv, men vores oplevelse af den, der skaber stress og lidelse. Accept for ydre forhold udenfor menneskelig kontrol var for stoikerne vejen til at opnå indre frihed og sindsro (apatheia). Deres opfattelse af følelseslivets destruktive sider fik stor indflydelse på senere idéhistorie; også de kristne kirkefædre sluttede sig til den stoiske opfattelse af følelser som potentielt farlige og primitive fænomener, der skal holdes under fornuftig og social kontrol, som de genspejles i katolicismens syv dødssynder. Samtidig var kristne tænkere også optaget af at fremme følelser som medlidenhed og næstekærlighed.
Descartes beskrev, hvordan enkelte lidenskaber kan underminere fornuften. Spinoza lagde vægt på den rationelle tankes frigørende kraft på vejen mod en indre frihed og oplysning gennem fornuftig indsigt. David Hume kritiserede derimod oplysningstidens dyrkelse af fornuften ved at mene, at "fornuften er, og bør være, lidenskabernes slave". Sammen med Adam Smith fremhævede han moral sentiments, hvorved følelserne ligger til grund til vore moralske handlinger. Blaise Pascal hævdede, at "hjertet har sine grunde, som fornuften ikke kender," og at vigtige sider ved den menneskelige erfaring ikke kan forstås eller forklares ved hjælp af fornuften. Kant tog til genmæle med sit forsvar af forstandens grundlæggende rolle i den menneskelige erfaring.
Romantikkens kunstnere og tænkere udfordrede oplysningstidens fornuftsdyrkelse ved at lodde "dybderne" i menneskesindet. I stedet for at se menneskenaturen som styret af primitive og destruktive kræfter, satte Rousseau fokus på det ægte og oprindelige i menneskets natur, og hvordan disse sider blev undertrykt af samfundsordenen. Følelserne blev tildelt en vigtig rolle i forsøget på at føre mennesket "tilbage til naturen". Samtidig skildrer Goethes roman, Den unge Werthers lidelser, hvordan følelser kan udarte til livsødelæggende føleri. Filosofferne Schopenhauer og Nietzsche var optaget af konflikterne mellem fornuften og menneskesindets skyggesider, og danner den historiske baggrund for Freuds psykoanalytiske teorier om det ubevidste sjæleliv. Charles Darwin gjorde i 1872 følelseslivet til et naturvidenskabeligt forskningsområde med sin bog The expression of emotion in man and animals. Her studerede Darwin mennesket ud fra en evolutionsmæssig vinkel og foreslog, at følelser måske er miljøtilpasninger som et resultat af evolution. I sin artikel fra 1884, What is an emotion?, prøvede William James at beskrive følelser som et resultat af rent fysiologiske processer.
Darwins tanker om følelser som adaptive mekanismer har sat sig spor, som da Paul Ekman i 1970'erne foretog studier af ansigtsudtryk i forskellige kulturer og fastslog, at følelser som glæde, sorg, vrede, frygt og afsky danner universelle reaktionsmønstre. Men nyere undersøgelser foretaget af Lisa Feldman Barrett tyder på, at ansigtsudtryk slet ikke er så grundlæggende og ens, som Ekman har postuleret.

## Fodnoter
1. 1 2  Plutchik, Robert (2002), Emotions and Life: Perspectives from Psychology, Biology, and Evolution, Washington, DC: American Psychological Association
2. ↑  Scirst=Daniel L. (2011). Psychology Second Edition. 41 Madison Avenue, New York, NY 10010: Worth Publishers. s. 310. ISBN 978-1-4292-3719-2.{{cite book}}:  CS1-vedligeholdelse: location (link)
3. ↑  Cabanac, Michel (2002). "What is emotion?" Behavioural Processes 60(2): 69-83.
4. ↑  "Theories of Emotion". Psychology.about.com. 13. september 2013. Arkiveret fra originalen 17. oktober 2013. Hentet 11. november 2013.
5. ↑  Gade, Anders. Hjerneprocesser. Kognition og neurovidenskab. Frydenlund, 1997
6. ↑  Fox 2008, s. 16–17.
7. ↑  Graham, Michael C. (2014). Facts of Life: ten issues of contentment. Outskirts Press. s. 63. ISBN 978-1-4787-2259-5.
8. ↑  For eksempel: P. A. Lewis og andre, "Neural Correlates of Processing Valence and Arousal in Affective Words", Cerebral Cortex, 17:742+, 2007
9. 1 2  Scherer, K. R. (2005). What are emotions? And how can they be measured?. Social science information, 44(4), 695-729.
10. ↑  March (1995), s. 19
11. ↑  Ziehe (1997), s. 129f.
12. ↑  March (1995), s. 26
13. 1 2 3  Toronchuk, Judith A.; Ellis, George F. R. (2013). "Affective Neuronal Selection: The Nature of the Primordial Emotion Systems". Frontiers in Psychology. 3. doi:10.3389/fpsyg.2012.00589. ISSN 1664-1078.
14. ↑  "fronesis | Gyldendal - Den Store Danske". Arkiveret fra originalen 11. august 2017. Hentet 11. august 2017.
15. 1 2  Aslak Hjeltnes, UiB: "Fornuft og følelser i psykoterapiens historie", Tidsskrift for Norsk psykologforening, 2013  Arkiveret 11. august 2017 hos  Wayback Machine
16. ↑  "Hume's Moral Philosophy (Stanford Encyclopedia of Philosophy)". Arkiveret fra originalen 10. januar 2018. Hentet 19. december 2017.
17. ↑  "Kant and Hume on Morality (Stanford Encyclopedia of Philosophy)". Arkiveret fra originalen 20. oktober 2017. Hentet 19. december 2017.
18. ↑  "Wayback Machine". Arkiveret fra originalen 18. november 2013. Hentet 19. december 2017.
19. ↑  "The Universally Recognized Facial Expressions of Emotion". Arkiveret fra originalen 22. december 2017. Hentet 19. december 2017.
20. ↑  "What Faces Can't Tell Us". Arkiveret fra originalen 22. december 2017. Hentet 19. december 2017.